# هریزه
هریزه روستایی از توابع بخش تودشک شهرستان کوهپایه در استان اصفهان ایران است.
این روستا در دل کوه‌های حاشیه کویر مرکزی ایران (شرق اصفهان) به فاصلهٔ تقریبی ۷۵ کیلومتری از این شهر (۱۲ کیلومتری محور اصفهان-یزد) قرار دارد.

## پیوند به‌بیرون
عکس ماهواره ای
مشخصات بخش